# Anita Wikman
Anita Inga-Britt Wikman, född 22 oktober 1938 i Nykarleby, är en finlandssvensk poet och prosaförfattare.

## Biografi
Wikman avlade hjälpskötarexamen 1962. Hon var länge verksam inom socialväsendet i hemstaden, bland annat som kommunalhemsföreståndare. Sitt författarskap inledde hon som lyriker och visskapare. Ett folkligt naivistiskt tonfall kännetecknade samlingarna De blå bergen (1974) och Därför (1977). I skillingtryckets form gestaltar hon österbottniska människoöden i Balladen om Siimas-Fii och Sjunga-Matt (1983) och emigrantberättelsen Sången om Taimi och Sonja (1984). Hennes prosaverk utspelar sig i urbana arbetarmiljöer, beskrivna med stark realism. I Kära Alexander (1980) ges skakande interiörer från ett ålderdomshem. Hennes centrala arbete är romantrilogin Kråkvals (1987), Kråkögat (1991) och Vingklippt (1996) som skildrar en flickas uppväxt i en skomakarfamilj i småstaden Nykarleby under 1930- och 40-talen.

### Utmärkelser
- 1978: Längmanska kulturfondens Finlandspris till finlandssvenska författare.
- 1980: Prisbelönt av Svenska Litteratursällskapet för diktsamlingen Väntrum.
- 1998: Choraeuspriset av Olof och Siri Granholms stiftelse.
- 2018: Österbottens svenska kulturfonds Svenska dagen-pris.
- 2021: Nykarleby stads kulturpris.

### Poesi
- De blå bergen, Författares andelslag, 1974, ISBN 9519157158
- Därför, Författares andelslag, 1977, ISBN 951-9157-33-6
- Väntrum, Författares andelslag, 1979, ISBN 951-9157-38-7
- Balladen om Siimas-Fii och Sjunga-Matt (även illustrationer av författaren), Författares andelslag, 1983, ISBN 951-9157-57-3
- Sången om Taimi och Sonja (diktberättelse), Författares andelslag, 1984, ISBN 951-9157-58-1
- Vindkast (visor och sånger, musiktryck), Författares andelslag, 1988, ISBN 9519157859
- Ripan, Schildts, 1993, ISBN 951-50-0631-7
- RÅK, en berättelse om sorg, 2007, ISBN 978-952-92-2408-1
- Därför/Väntrum tillsammans i nyutgåva. Marginal 2018 ISBN 978-952-69076-0-4

### Prosa
- Kära Alexander, Författares andelslag, 1980, ISBN 951-9157-43-3
- Du skall icke hava lust (noveller), Författares andelslag, 1981, ISBN 951-9157-48-4
- Kråkvals, Författares andelslag, 1987, ISBN 9519157816
- Kråkögat, Schildt, 1991, ISBN 9515005280
- Vingklippt, Schildt, 1996, ISBN 9515008166
- Synvinklar (essäer), Författares andelslag, 2003, ISBN 952-9504-62-4
- Allan, Sandra och vi andra (noveller), Scriptum, 2011, ISBN 978-952-5496-80-2
- Nykarleby i backspegeln, Marginal, 2016, ISBN 978-952-68381-2-0

### Antologier
- 1978: Leva bland människor. Sveriges radios förlag. ISBN 91-522-1535-0
- 1982: Överlever sången. Litteraturfrämjandet. ISBN 91-7260-685-1
- 1983: Maailma katettu Pöytä. Tammi ISBN 951-30-5477-2
- 1984: Du tror du kuvar mig liv. Bokförlaget Trevi ISBN 951-52-0943-9
- 1986: Modern finlandssvensk lyrik. Söderströms ISBN 951-52-1066-6
- 1988: Pendel. Författarnas Andelslag ISBN 951-9157-88-3
- 1988: Kruispunt 125. Förlaget Kruispunt, Nederländerna. ISSN 0774-7233
- 1988: Vikerkaar. ELKNU Estland ISSN 0234-8160
- 1990: 120 dikter ur Önskedikten. Söderströms ISBN 951-52-1296-0
- 1990: Femtiosex österbottniska författare om sig själva. Österbottens litteraturförening ISBN 951-95007-6-6
- 1992: Krijgsvolk der Gedachten. Holmsterland/SKF Nederländerna ISBN 90-6247-308-3
- 1992: Den nyaste ordmusiken. En bok för alla ISBN 91-7448-675-6
- 1997: Plukke stjerner med hendene. Det norske samlaget ISBN 82-521-5034-9
- 1998: Steder i Stykker. Forlaget Hovedland ISBN 87-7739-360-0
- 1998: Leva skrivande. Söderströms ISBN 951-52-1703-2
- 1999: Flykten valde oss. En bok för alla ISBN 91-7221-078-8
- 2001: Sagt av kvinnor. Brombergs ISBN 91-7608-854-5
- 2008: Livsresan. Förlaget Vinbonden ISBN 978-91-633-1593-0
- 2014: Veintidós poetas finlandeses. Libros del Innombrable, Spanien ISBN 978-84-92759-73-6